# Habsburg (slott)
Habsburg, egentligen Habichtsburg (Duvhöksborg), är en borg på Wülpelsberg strax utanför staden Brugg i schweiziska kantonen Aargau, uppförd omkring 1020 av biskop Werner I i Strassburg och bekant som den habsburgska familjens stamgods.
Slottet förlorade sin betydelse när familjen flyttade därifrån omkring 1220 men kvarstod i familjens ägo till 1415 då området erövrades av Edsförbundet.

## Den nutida ruinen

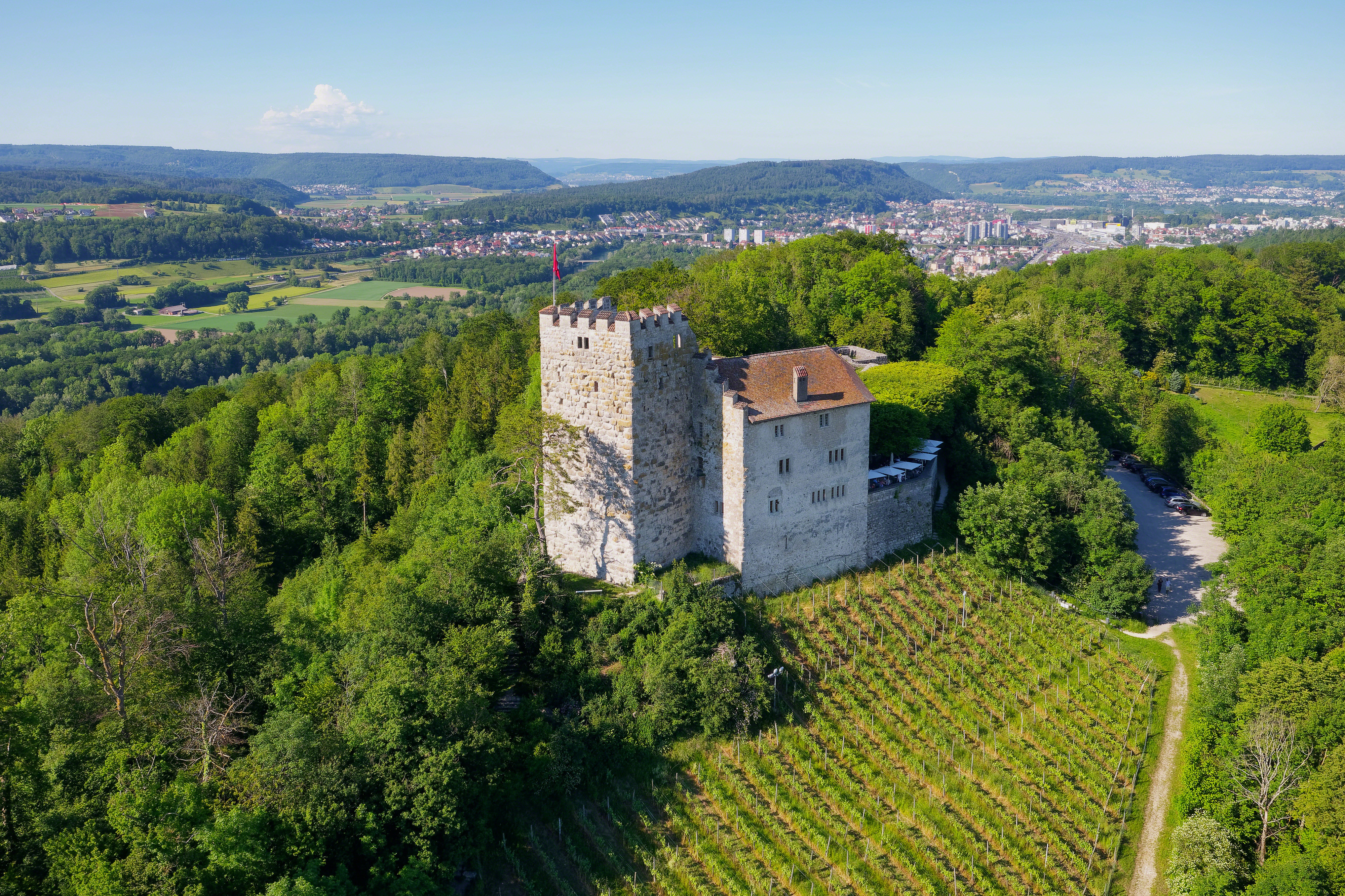
Borgruinen Habsburg, 2019.

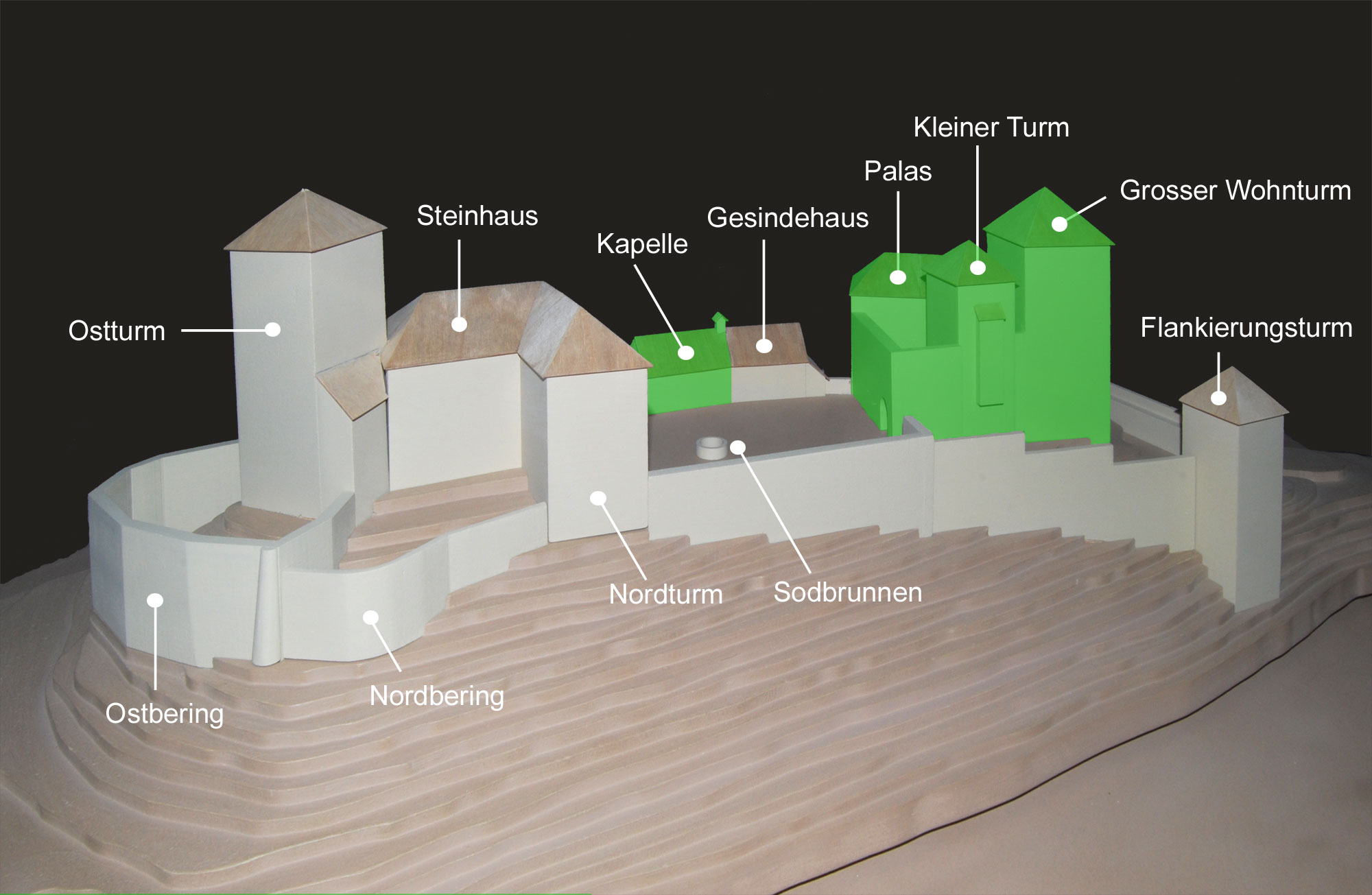
Slottet 1250 med de bevarade tornen i grönt. Kapellet i mitten (grönt) finns inte kvar.

Merparten av borgen är nu i ruiner och i de delar som fortfarande är intakta återfinns en restaurang och ett museum.